# Zlatý míč FIFA

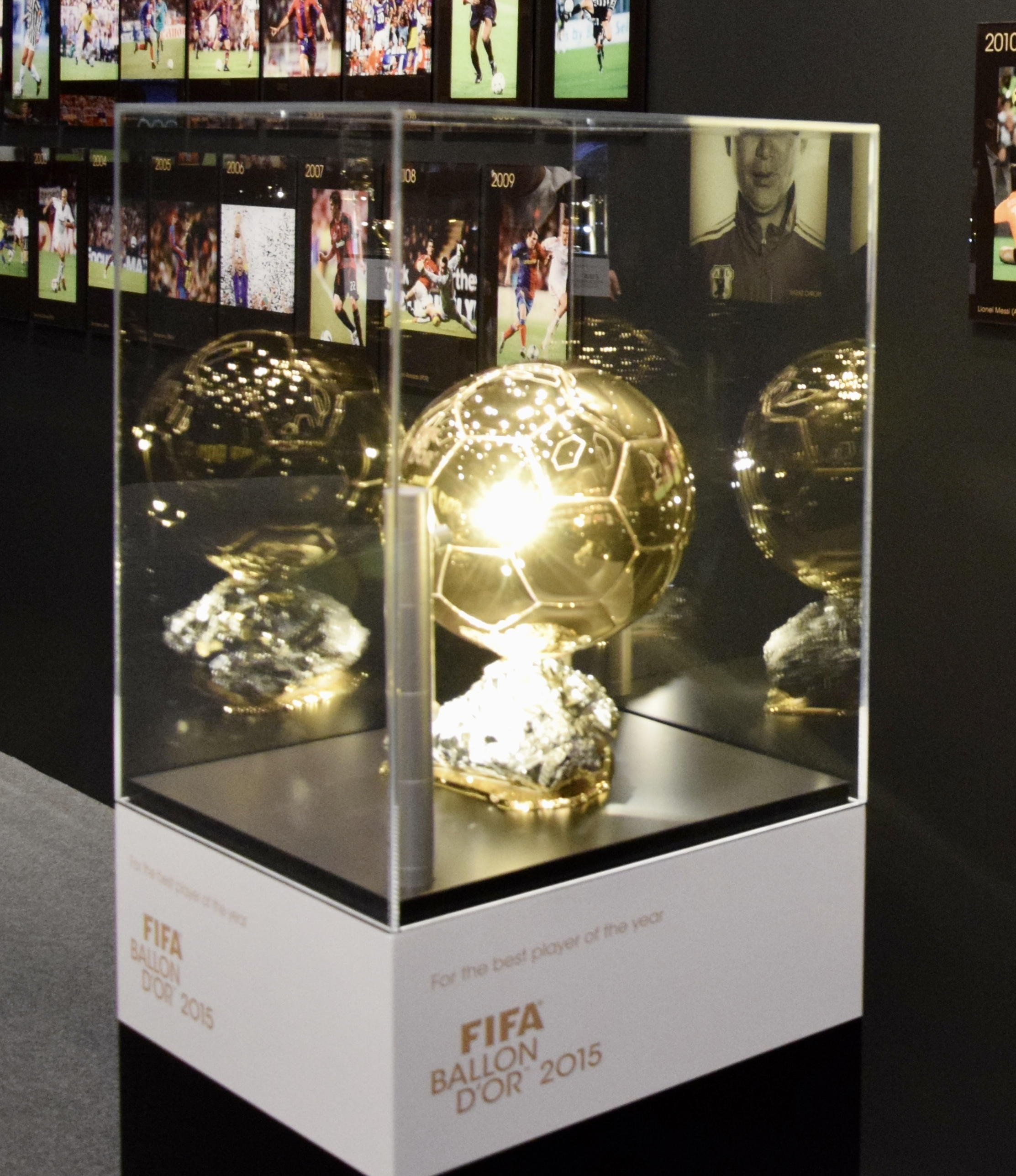
Fotbalové ocenění Zlatý mič FIFA (FIFA Ballon D‘OR Awards), FIFA Museum, Curych, Švýcarsko

Zlatý míč FIFA (v originále FIFA Ballon d'Or) bylo fotbalové ocenění udělované mezi roky 2010 a 2015 hráči, který hrál podle poroty nejlépe v uplynulé sezóně na základě hlasů trenérů a kapitánů národních týmů, stejně tak i novinářů z celého světa.
Cena byla vytvořena v roce 2010 spojením Zlatého míče, udělovaného novináři, a Fotbalisty roku FIFA, udělované trenéry fotbalových reprezentací. Prvním vítězem se stal Argentinec Lionel Messi. V roce 2016 se obě ankety opět rozdělily na obnovený Zlatý míč a nově vzniklou Nejlepší fotbalista FIFA.

## Seznam držitelů
| Rok  | Vítěz             | Klub vítěze  | Druhý             | Klub druhého | Třetí          | Klub třetího      |
| ---- | ----------------- | ------------ | ----------------- | ------------ | -------------- | ----------------- |
| 2010 | Lionel Messi      | FC Barcelona | Andrés Iniesta    | FC Barcelona | Xavi           | FC Barcelona      |
| 2011 | Lionel Messi      | FC Barcelona | Cristiano Ronaldo | Real Madrid  | Xavi           | FC Barcelona      |
| 2012 | Lionel Messi      | FC Barcelona | Cristiano Ronaldo | Real Madrid  | Andrés Iniesta | FC Barcelona      |
| 2013 | Cristiano Ronaldo | Real Madrid  | Lionel Messi      | FC Barcelona | Franck Ribéry  | FC Bayern Mnichov |
| 2014 | Cristiano Ronaldo | Real Madrid  | Lionel Messi      | FC Barcelona | Manuel Neuer   | FC Bayern Mnichov |
| 2015 | Lionel Messi      | FC Barcelona | Cristiano Ronaldo | Real Madrid  | Neymar         | FC Barcelona      |

### Zlatý míč FIFA podle hráčů
| #  | Hráč              | První místo | Druhé místo | Třetí místo |
| -- | ----------------- | ----------- | ----------- | ----------- |
| 1. | Lionel Messi      | 4           | 2           | 0           |
| 2. | Cristiano Ronaldo | 2           | 3           | 0           |
| 3. | Andrés Iniesta    | 0           | 1           | 1           |
| 4. | Xavi              | 0           | 0           | 2           |
| 5. | Franck Ribéry     | 0           | 0           | 1           |
| 5. | Manuel Neuer      | 0           | 0           | 1           |
| 5. | Neymar            | 0           | 0           | 1           |

### Zlatý míč FIFA podle národností
| #  | Země        | První místo                | Druhé místo          | Třetí místo          |
| -- | ----------- | -------------------------- | -------------------- | -------------------- |
| 1. | Argentina   | 4 (2010, 2011, 2012, 2015) | 2 (2013, 2014)       | 0                    |
| 2. | Portugalsko | 2 (2013, 2014)             | 3 (2011, 2012, 2015) | 0                    |
| 3. | Španělsko   | 0                          | 1 (2010)             | 3 (2010, 2011, 2012) |
| 4. | Francie     | 0                          | 0                    | 1 (2013)             |
| 4. | Německo     | 0                          | 0                    | 1 (2014)             |
| 4. | Brazílie    | 0                          | 0                    | 1 (2015)             |

### Zlatý míč FIFA podle klubů
| #  | Klub              | První místo                | Druhé místo          | Třetí místo                |
| -- | ----------------- | -------------------------- | -------------------- | -------------------------- |
| 1. | FC Barcelona      | 4 (2010, 2011, 2012, 2015) | 3 (2010, 2013, 2014) | 4 (2010, 2011, 2012, 2015) |
| 2. | Real Madrid       | 2 (2013, 2014)             | 3 (2011, 2012, 2015) | 0                          |
| 3. | FC Bayern Mnichov | 0                          | 0                    | 2 (2013, 2014)             |